# Peter Karl Ott von Bátorkéz

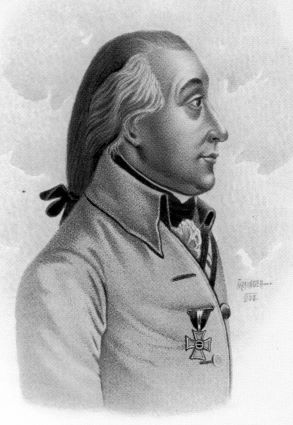
Peter Karl Ott von Bátorkéz

Peter Karl Ott von Bátorkéz (1738 - 10 de mayo de 1809) fue un oficial militar en los ejércitos de la Monarquía de los Habsburgo. De origen húngaro, Ott luchó en las guerras contra el Reino de Prusia, la Turquía otomana y la Primera República Francesa en la última mitad del siglo XVIII. Durante las Guerras Revolucionarias Francesas, ascendió a oficial general y dos veces hizo campaña contra el ejército de Napoleón Bonaparte en Italia. Jugó un papel clave en la campaña de Marengo en 1800. Fue propietario  de un regimiento austriaco de húsares entre 1801 a 1809.

## Carrera temprana
Nacido en Esztergom, Hungría en 1738, Ott se unió al Regimiento de Infantería de Andlau # 57 como Fahnrich (cadete) en 1757. Era un veterano de la Guerra de los Siete Años, habiendo luchado en las batallas de Landeshut y Liegnitz, resultando herido en esta última batalla. En la Guerra de Sucesión de Baviera sirvió en el Regimiento de Húsares Kálnoky # 2 como Mayor. Mientras aún servía con los Húsares de Kálnoky como Oberst-Leutnant (teniente coronel), dirigió a sus jinetes en numerosas acciones durante la Guerra Austro-Turca (1787-1791). Después de dirigir a los húsares en una acción exitosa en Valje Muliere, obtuvo el ascenso a Oberst (coronel) del regimiento. Fue galardonado con la Orden Militar de María Teresa por una acción contra los turcos en Calafat, Valaquia en la Rumanía moderna. En 1791, fue elevado al rango noble de Freiherr.

## Guerras revolucionarias francesas

### Rin 1793-1795
En 1793, Ott sirvió en el Alto Rin en acciones en Offenbach, Schaid y Brumath. El 1 de enero de 1794, recibió el ascenso a General-Mayor. Continuó sirviendo en este escenario en 1794-1795.

### Italia 1796-1797
Ott se trasladó para contribuir a la campaña en Italia contra Napoleón Bonaparte en 1796. En las operaciones que resultaron en la Batalla de Lonato durante la campaña de Castiglione, comandó una de las cuatro brigadas bajo las órdenes de Peter Quasdanovich. El 29 de julio derrotó a una brigada francesa cerca de Salò y avanzó hacia el sur a lo largo de las orillas del río Chiese. El 31 de julio atacó y se apoderó de Lonato del Garda, aunque más tarde fue expulsado por fuerzas francesas al mando de Hyacinthe Despinoy y Claude Dallemagne. El 3 de agosto, su brigada reforzada rechazó los ataques de Despinoy y Dallemagne cerca de Paitone y Gavardo. Desafortunadamente para los austriacos, fracasaron en Lonato y Salò, lo que obligó a Quasdanovich a ordenar la retirada.
Después de la derrota de Dagobert von Wurmser en la batalla de Bassano el 8 de septiembre, Ott lideró la vanguardia austríaca con gran distinción durante la marcha de Wurmser hacia Mantua. En Cerea, mantuvo a raya a una columna de interceptación francesa el tiempo suficiente para que Wurmser llegara y la derrotara. Al día siguiente, Ott tendió una emboscada a la 12.ª semibrigada ligera, matando a su comandante, el general de brigada Charles-François Charton y capturando a 400 hombres. Durante la batalla bajo los muros de Mantua el 15 de septiembre, comandó el flanco izquierdo en La Favorita. Su fuerza fue la última parte del ejército austríaco en retirarse. Lideró una salida el 23 de septiembre que sufrió grandes pérdidas en Roncoferraro. En febrero de 1797, se rindió con la guarnición tras la conclusión del asedio de Mantua. El 1 de marzo de 1797, el emperador Francisco II nombró a Ott Feldmarschal-Leutnant.

### Italia 1799
Ott sirvió bajo Paul Kray y el ruso Alexander Suvorov durante la liberación de Italia en 1799. Durante este período, comandó una división en la captura de Brescia el 21 de abril, la batalla de Cassano el 27 de abril y la batalla de Trebbia del 17 al 20 de junio. Lideró su división en la decisiva batalla de Novi el 15 de agosto.

### Italia 1800
Después de que el ejército austríaco de Michael von Melas enfrentara a un ejército francés en Génova durante abril de 1800, Ott recibió el mando de las operaciones de asedio. Ott recibió la orden de levantar el asedio de Génova el 2 de junio, sin embargo, desobedeció las órdenes y permaneció en posición. Como esperaba, unas horas después, André Masséna se rindió formalmente a Ott el 4 de junio. En la encarnizada batalla de Montebello el 9 de junio, una fuerza francesa dirigida por Jean Lannes derrotó al cuerpo de Ott. El había librado la batalla contradiciendo órdenes. Cuando el jefe de Estado austríaco le suplicó que se retirara al comienzo de la acción, Ott respondió: "Atacan mis puestos de avanzada. Marcho para socorrerlos".
En la batalla de Marengo el 14 de junio, Ott comandó el ala izquierda austriaca. Debido a la congestión en la cabeza de puente, el ala izquierda tardó mucho en desplegarse. Sin embargo, una vez que su ataque al mediodía se puso en marcha, rompió el flanco derecho francés y ayudó a que se retiraran de Marengo. Más avanzada la batalla, cuando los refuerzos franceses derrotaron al cuerpo principal austríaco, Ott se retiró en orden y puso a salvo a sus soldados. Este fue su último comando activo.

## Retiro
En 1801, se convirtió en el propietario del Regimiento de Húsares #5 Ott. Se retiró del ejército en 1805. Los Húsares Ott sirvieron en Italia y Hungría durante la Guerra de la Quinta Coalición en 1809. Ott murió en Buda el 10 de mayo de ese año.